# Municipio de Clay (condado de Holt)
El municipio de Clay (en inglés: Clay Township) es un municipio ubicado en el condado de Holt en el estado estadounidense de Misuri. En el año 2010 tenía una población de 522 habitantes y una densidad poblacional de 4,32 personas por km².

## Geografía
El municipio de Clay se encuentra ubicado en las coordenadas 40°11′52″N 95°6′46″O / 40.19778, -95.11278. Según la Oficina del Censo de los Estados Unidos, el municipio tiene una superficie total de 120.72 km², de la cual 120,43 km² corresponden a tierra firme y (0,24 %) 0,29 km² es agua.

## Demografía
Según el censo de 2010, había 522 personas residiendo en el municipio de Clay. La densidad de población era de 4,32 hab./km². De los 522 habitantes, el municipio de Clay estaba compuesto por el 99,43 % blancos, el 0,19 % eran amerindios, el 0,38 % eran de otras razas. Del total de la población el 0,38 % eran hispanos o latinos de cualquier raza.